# 競馬狂走伝ありゃ馬こりゃ馬
『競馬狂走伝ありゃ馬こりゃ馬』（けいばきょうそうでんありゃまこりゃま）は、田原成貴原作・土田世紀作画による、競馬を題材とした漫画作品。
1993年に講談社刊行の『ヤングマガジン増刊エグザクタ』創刊号に読み切り作品として掲載され、やがて同誌に定期的に掲載されるようになった。のちに本誌『週刊ヤングマガジン』に移動し連載となる。単行本全17巻。
当初は三流騎手・氷室翔を中心としたギャグ漫画であったが、途中から当時現役の騎手であった原作者・田原の経験を基にしたリアリティーのある競馬漫画へと変貌を遂げた。

## ストーリー
私生活・騎手生活ともにいい加減な日々を送っていた氷室翔。しかしあるときあまりに怠惰な騎乗ぶりに対して八百長の疑惑をかけられ、競馬界から干されてしまう。大山の紹介により土川の下で修行を積んだ氷室は騎乗技術を向上させることに成功し、やがて土川が生産した競走馬・シンケンとともにクラシック制覇を目指す。

## 主な登場人物（本誌連載時）
読み切りからヤングマガジン本誌連載時にも登場した人物を以下に記す。
このほか、名字のみだが騎手にも川内（モデルは河内洋とされる、以下括弧内はモデルといわれる騎手）、角（角田晃一）、富士田（藤田伸二）、五位（四位洋文）、横谷典（横山典弘）などがいる。
氷室翔
主人公。栗東所属のフリー騎手であり第一話では28歳。デビュー以来10年間重賞未勝利、通算勝利数100勝未満の三流ジョッキー。
性格はいい加減かつ自堕落、勝った賞金は殆ど豪遊とバクチで使い果たし借金を多く抱えている。ギャグ色の濃い連載当初はライバル騎手に対する裏工作などで何とか勝利をもぎ取ろうする姿が多いが、裏目に出て自分が敗退するハメになる。
暴飲暴食を繰り返すため、レース前には強力な下剤で無理やり減量する癖があり、第一話ではレース中に脱糞しながらもマイラーズカップを制覇し、交際していたアブ美と所帯を持つ。
軽薄でお調子者だが恩人の大山やアニキと慕う西影のために人知れず奔走するなど義理堅い一面もある他、落ちこぼれの宮脇や二流馬のフジノバンバンオーには熱い一面を見せる。
結婚後も豪遊癖が収まらず、常に借金に苦しめられているがそこに目を付けた山形により八百長事件に巻き込まれ、実際は無実ながらも事実上、競馬界から干され大山の紹介で北海道で土川、そして名馬シンケンと出会った事により騎手としての実力を磨き、一流ジョッキーとして開花していく。
ただ、長い間三流だったため、馬主や調教師からの信頼はまだ浅く、ファイアスターのレース間隔を開けることを馬主に進言した時は、全く聞く耳を持たれず、後にファイアスターの主戦となる岡村がこれを進言した時は受け入れられたため、そのことを毒づいた際、西影から「それがお前と岡村の差」と指摘されていた。
後にシンケンと共にクラシックに参戦しダービー制覇を成し遂げたが、ギャグ漫画時代にもダービーに勝利している。
土川永造
「土川ファーム」牧場主。かつてはリーディングジョッキー上位を常にキープする騎手だったが、八百長の嫌疑をかけられ、廃業に追い込まれた過去を持つ。大山の親友。
都落ちしてきた氷室に騎手としての技術と心構えを叩きこんだ。
大山信
第14話に騎手として登場。氷室の新人時代のよき先輩であったが落馬事故を起こし、右足に障害を負う。第17話で騎手を引退し、調教師となる。
土川とは長年の友人であり、八百長疑惑をかけられた氷室を託す。シンケンの管理調教師でもあり馬主からは慎重派で通っている。
東村
大山厩舎の厩務員。シンケンを担当。通称オヤっさん。ベテランであり馬の身を第一に考える。
当初は氷室を疎んじていたがシンケンと氷室の絆を知り千葉オーナーと大山に氷室を乗せるように直訴する。
西影修平
氷室がアニキと慕う騎手。かつてはリーディング上位に属する騎手で、関西の貴公子と呼ばれてたが師でもあった調教師の死により没落し、ローカル周りに落ちぶれる。
数年間のローカル周りでくすぶっていたが、シルヴァートレインとの出会いがきっかけとなって復活を遂げ、菊花賞を制覇する。
氷室の良き相談相手だが、朝日杯を目前にした氷室に関東の競馬を教えるために削りに行き、一時期は恨まれたこともあった。
クラシックではセルピコに騎乗し氷室のシンケン、岡村のファイアスターと熱戦を繰り広げる。
モデルは田島良保騎手（現・調教師）とされる。（ただし、原作者の田原はモデルの存在を否定している。以下の登場人物も同じ）
岡村幸男
「世界の岡村」の異名を持つ超一流騎手。卓越した技術でマタンキの様な癖馬も自在に操る。「イージー」が口癖。
現役騎手の中でNO.1の実力と実績を持つが何故か氷室との相性は悪く、氷室が絡むレースでは好走できない場合が多い。
物語終盤でシンケンのライバル馬・ファイアスターの主戦騎手となり、様々な手段を講じて氷室 - シンケンを潰しにかかる
モデルは岡部幸雄元騎手とされる。
竹豊
天才と呼ばれる若手騎手。モデルは武豊騎手とされる。芸能人の妻を持ちよく氷室にからかわれている。
誰もが認めるリーディング上位騎手だが、一度制裁点オーバーで再講習を食らった時は再講習で屈辱的な扱いを受けトラウマになっている。
坂田三夫
氷室の後輩騎手。往年のマーロン・ブランドのような髪形をしている。
デビュー時は気弱で自信がなく、氷室の策略で強面の安胴をけしかられるが迫りくる安胴に恐怖を覚え、逆に逃げ勝ってしまう。
何だかんだ言いながら安胴や氷室と仲がよく、氷室が干された時はその身を気遣っていた。
作中で騎乗ミスにより落馬事故を起こして氷室を巻き込んでしまう。
安胴
パンチパーマの中年騎手。ヤクザ並の強面で氷室と良く喧嘩する。八百長事件の際、氷室の陰口を叩いた他の騎手をシメるなど人情に厚い。
大竹
栗東所属の騎手。ゴルゴ13そっくりな顔をしている。元々アブ美とお見合いする予定だったが、諸事情により氷室にかっさらわれてしまう
結婚後も自堕落な生活を続ける氷室を見て「アブ美さんを幸せに出来るのは自分だけ」と京都大賞典で氷室にアブ美をかけた勝負を挑む。
普段は冷静で追い込みが得意な実力派騎手だが、氷室相手では私怨むき出しになり共に惨敗する事が多い。
序盤は準レギュラーだったが作風がシリアス路線に入ってからは登場しなくなる。
山形
かつてのJRA所属騎手。八百長事件を起こし現在はヤクザの手先の様な真似をしている。 氷室に目を付け八百長に誘う。
末長
日報スポーツの記者、八百長疑惑の記事を書き氷室が干される原因を作った張本人。
氷室からは抗議を受けるが疑惑の真の原因は氷室の生活態度といい加減な騎乗にあると逆にやりこめる。
その後、復活を果たした氷室の好騎乗を評価する記事を書いている所から、ジャーナリストとしての公正な視点を持っている。
早川
サンエイスポーツ競馬担当の女性記者。ファイアスターの実力をいち早く見抜いた。
気丈かつ実直な性格でサンエイの捏造報道で被害を受けた氷室を庇って、他紙に自社批判の記事を載せそのせいでクビになるが、森元によりマガジン・サンの記者として復帰する。
森元
音羽スポーツのレース部長。かっては一流新聞社に勤めていたらしい。
気さくで温厚な性格だが裏では方々に顔が利く極道記者と有名。西影の頼みでマガジン・サンに早川を紹介する。
かつてはジャーナリストとして社会正義に燃えていたらしい。
アブ美
氷室の妻。元JRA職員。最初は結婚する気は無かったが、彼女の見ている前で氷室が重賞制覇を成し遂げたため、プロポーズを承諾した。すでに妊娠していたため、できちゃった結婚となる。
氷室の借金癖と女癖の悪さに苦しめられるも何だかんだで氷室を支える良き妻である。
西影美奈子
西影の妻、TV局でアナウンサーを務める。アブ美とは学生時代の友人。
西影がスターとしてもてはやされていた頃、新人アナとして壁にぶつかっていて西影に励まされた事がきっかけで結ばれる。
その後、スランプに陥り自暴自棄になった西影と別居するが心の底では彼の復活を信じていた。西影の復活により夫婦仲が戻り、作中では妊娠もしている。

## 本誌移行前の登場人物
前田富夫
45歳の中年騎手。気弱な性格が災いして中々勝ち鞍に恵まれず神頼みで勝利をもぎ取ろうとあらゆる宗教にハマって日々怪しげな祈りを捧げている。
勘違いから神の祝福を受けたと暴走するも斜行で降着して厩舎からもクビになる。
その後はお手馬がジャパンカップに出走するがまたもや新興宗教にハマり氷室に乗り換えさせられる。モデルは安田富男元騎手とされる。
関原
デビュー10年目の騎手。妻と一人娘のマミがいる。
極度のアル中でかつ酒乱。普段の物腰は柔らかいが一旦酒が入ると見境なく暴れだす。
飲みすぎで医者から入院を勧められる程だったが、名馬ジャックハーパーと共同通信杯に臨むため、断酒を決意するも禁断症状に悩まされる。
ついには本番レースで発作を起こし、幻覚に怯え怒涛の追い込みを見せ優勝。しかし祝勝会で飲んでしまい結局医者に入院を言い渡される。
関原マミ
関原の娘、関原にバレンタインチョコを渡すがウィスキーボンボンだったため、かえって関原を苦しめる。
高田満造
美浦の盛高厩舎所属の騎手。30歳、調教師の娘の千里と交際している。
プレッシャーに弱く神経性胃炎が持病で、緊張すると「カエッカエッ！」と奇声をあげながらのたうちまわる。そのため、レースでは人気になると伸びず、逆に人気薄では好走する。
絶好調の逃げ馬のラブリーミホでオークストライアルに臨むが一番人気となり胃炎を発症。上手く逃げることができず、一時は馬群に沈むがそれが幸いし、本人も気づかないうちに勝利する。
意を決して盛高調教師に千里の結婚を申し込むがそこで持病を発症。調教師と千里両方に呆れられる。
盛高調教師
高田の所属する厩舎の調教師。高田の気弱さに悩みながらもチャンスを与えたいと思ってる。
盛高千里
盛高調教師の娘、高田と違って気の強い性格。高田の小心さにやきもきしながらもレース中は胃炎を心配している。

## 登場する主な競走馬
シンケン
土川ファームの生産馬。父はサルノキング。土川ファームでの馴致中に同ファームを訪れた氷室とめぐり合う。2歳時は気性が荒く誰も乗る事が出来なかったが氷室にだけはその背を預けた。
のちに大山厩舎の管理馬となる。雄大な馬体とストライドの大きなフォームでレースでは爆発的な脚を見せるが、2歳時に見せた気性の荒さから父同様にかかり癖があり、4歳時は全てのレースで4角で先頭に立っていた。大山は鞍上に氷室を推したが、安田記念での氷室の騎乗ミスで愛馬を故障させたことからオーナーがこれを却下したため、デビュー戦は竹が騎乗。その後は氷室が騎乗し、朝日杯3歳ステークス、東京優駿を制する。
ファイアスター
シンケンの同期の超良血馬。中田厩舎所属。尾花栗毛の美しい馬体と切れ味鋭い脚を持つ。氷室がシンケンのデビュー戦に乗れない頃に現れた。デビューから氷室が主戦騎手を務めたが氷室がシンケンへの騎乗を選択したため、以降岡村のお手馬となった。
瞬発力に優れ、小倉3歳ステークスでは出遅れながらも10馬身以上離れたシズノプリンセスを交わす末脚を見せた。氷室によれば一戦一戦で全力を使うタイプであり、ローテーションには注意が必要と忠告されるも馬主の意向でレースに酷使される。なお、岡村も同様のことを助言したようであり、4歳時は比較的余裕のあるローテーションが組まれた。
4歳春のクラシックでは岡村の手で皐月賞を制覇して氷室とシンケンを負かしている。
オーナーの方針でデビュー後ほとんど休養が与えられずレースに出走し続ける様子や、氷室の舌禍事件をでっち上げられる様子などは、原作者の田原がかつて主戦騎手を務めたサンエイサンキューのエピソードを下敷きにしている。
シルヴァートレイン
西影のお手馬。3歳時には大器と呼ばれながら条件戦で低迷を続けていたが、追込み馬としての才能が4歳夏に開花して復活。後に菊花賞制覇を成し遂げた。
セルピコ
西影のお手馬。シンケンの同期。気性難な面があるが逃げ馬としての才能は一流。弥生賞では「スタートから3ハロン」を「ゴールまでの３ハロン」に切り替える西影の好騎乗で寸前までトップだったがファイアスターに差し切られる。
フジノバンバンオー
第7話に登場。血統的にも実力的にも二流馬だが、氷室が騎乗して東京優駿を優勝した。
ヒシトスミヨシ
山守厩舎所属の3歳馬。デビュー前から来年のダービー候補と大騒ぎされたが、二日酔いの氷室が無茶な調教をしたため新馬戦の直前に故障。
マタンキカイデー
読み切り版第3話に登場。父ノーザンテーストと言う名血に産まれるもその事にコンプレックスを抱き斜行癖を持つ。
斜行を矯正するため、岡村をヤネにプールで調教されるが岡村への恨みを募らせ、氷室の入れ知恵によりレースでわざと惨敗を目論む。
しかし本番ではスキのない岡村のテクに好走してしまい、ついには競りかけた氷室の言葉によって心ならずも快勝してしまい、再びプール調教の日々に戻る。
ホクトオー
シンケンと同期で、ダービーでは竹が騎乗した素質馬。ダービーでは氷室のシンケン、岡村のファイアスター、西影のセルピコと4強を形成する。
プラチナホーク
シンケンと同期の追い込み馬。作中内で目立ったエピソードこそないが、ダービーまでに重賞を2勝し、皐月賞で3着に入るなど、ダービーにおける4強に次ぐ実力を持つ。(シンケンの世代でダービー以前に重賞を2勝した馬は本馬を除くと、シンケンとファイアスターの2頭のみである)
レナードオー
シンケンの4歳初戦、共同通信杯で岡村が騎乗した馬。岡村による「レースの疲労を残す」作戦のためにシンケンに競りかけたが、本来は追い込み馬らしく、スプリングステークスを経由して皐月賞に駒を進めている。